# Nezha: El renacer de un dios
Nezha: El renacer de un dios (En chino: 新 神 榜 ： 哪吒 重生) es una película china perteneciente al género de acción y fantasía animada en 3D del año 2021, dirigida por Zhao Ji y escrita por Mu Chuan, basada en el personaje de Nezha de la novela de la dinastía Ming, La Investidura de los dioses. Una versión steampunk y cyberpunk de la historia, en la película, Nezha se reencarna como Li Yunxiang en la ciudad ficticia de Donghai y debe resolver un rencor de 3000 años con el Clan Dragón.
La película se estrenó en la China continental el 12 de febrero de 2021 (Año Nuevo chino). Netflix adquirió los derechos globales de la película, excepto en China, y está programado para su lanzamiento el 12 de abril de 2021 en la plataforma de transmisión.
Nezha: El renacer de un dios no está relacionada con la película Ne Zha de 2019; proceden de distintas empresas productoras y tienen distintos distribuidores. Nezha: El renacer de un dios en realidad comenzó su producción antes que Ne Zha, pero ambas películas se basan libremente en la misma novela de la dinastía Ming.

## Argumento
Tres mil años después de que Nezha luchara contra el mar, Li Yunxiang, un joven motociclista de la ciudad de Donghai, descubre que es Nezha reencarnado. Antes de que haya dominado sus poderes, aparecen sus viejos enemigos, y debe resolver un rencor de 3000 años con el Clan Dragón.

## Reparto de voz
- Yang Tianxiang como Li Yunxiang (Nezha)
- Zhang He como el hombre enmascarado (Sun Wukong)
- Xuan Xiaoming como el Rey Dragón
- Li Shimeng como Dr. Su
- Zhu Ke'er como Kasha
- Ling Zhenhe como el tercer príncipe
- Gao Zengzhi como el iaksa Donghai[12]

## Producción
Nezha: El renacer de un dios amplía la historia original de Nezha de la novela La Investidura de los Dioses de la dinastía Ming. Fue dirigida por Zhao Ji y producida por Light Chaser Animation Studios, y tardó cuatro años en producirse. Zhao Ji y Light Chaser colaboraron anteriormente en la película de 2019 White Snake, que presenta algunos del mismos miembros del elenco y equipo de trabajo.
El cyberpunk de la ciudad de Donghai fue diseñado sobre la base de una mezcla de Manhattan en los años 1920 y '30 y la República Popular de China de la era Shanghái, de acuerdo con Zhao.

## Estreno
La película estaba originalmente programada para su estreno en el verano de 2020, pero se retrasó. En 2020 se presentó como un "trabajo en progreso" en el Festival Internacional de Cine de Animación de Annecy y se lanzó un video promocional. En agosto de 2020, se lanzó su primer tráiler oficial. El 10 de octubre de 2020, se lanzó un póster promocional y se anunció el lanzamiento de la película para el 12 de febrero de 2021 (Año Nuevo chino ). Se proyectó en cines IMAX en China el 6 de febrero de 2021, con una segunda ronda de proyecciones el 9 de febrero.
En su primer fin de semana, la película recaudó $21.3 millones.
Netflix ha adquirido los derechos de transmisión de la película fuera de la China continental, y su estreno en Netflix está programado para el 12 de abril de 2021.

## Recepción
El crítico Lim Yian Yu calificó la película como "una versión interesante" de la novela clásica, y dijo que era "definitivamente una película familiar que pueden disfrutar tanto niños como adultos".
Sun Jiayin elogió la decisión de llevar al personaje de Nezha a un escenario 3000 años después de la historia original, diciendo que esto hizo que la película fuera distinta de la plétora de otras adaptaciones de la Investidura de los Dioses que ya existen.

## Secuela
Se prevé una secuela para el año 2022.